# From Dusk Till Dawn: The Series
From Dusk Till Dawn: The Series (Brasil: Um Drink no Inferno / Portugal: Aberto Até de Madrugada) é uma série de televisão americana baseada no filme From Dusk Till Dawn de 1996.
Estreou nos Estados Unidos em 11 de março de 2014 no recém-lançado canal El Rey Network, pertencente ao criador, produtor executivo e diretor da série, Robert Rodriguez. Em 26 de março de 2014, foi renovada para uma segunda temporada de 10 episódios, que estreou em 25 de agosto de 2015. Em 26 de outubro de 2015, foi renovada para uma terceira temporada.
Foi disponibilizada pela Netflix no Canadá e na Europa em 12 de março de 2014, e nos países da América Latina (incluindo o Brasil) em 19 de março de 2014.

## Sinopse
O ladrão de bancos Seth Gecko (D.J. Cotrona) e seu imprevisível e violento irmão, Richard "Richie" Gecko (Zane Holtz), são procurados pelo FBI e pelos Texas Rangers, a força policial do estado do Texas. Em fuga para o México, eles encontram o ex-ministro Jacob Fuller (Robert Patrick) e sua família, e os fazem de reféns. Em posse do trailer dos Fuller, eles cruzam a fronteira e deparam com o caos quando entram em um clube de strip-tease onde coisas estranhas acontecem. Agora eles são forçados a lutar até o amanhecer para poderem sair de lá vivos.

## Elenco e personagens

### Principal
| Ator                         | Personagem                      | Temporada   | Temporada  | Temporada |
| Ator                         | Personagem                      | 1           | 2          | 3         |
| ---------------------------- | ------------------------------- | ----------- | ---------- | --------- |
| D.J. Cotrona                 | Seth Gecko                      | Regular     | Regular    | Regular   |
| Zane Holtz                   | Richard "Richie" Gecko          | Regular     | Regular    | Regular   |
| Jesse Garcia                 | Ranger "Freddie" Gonzalez       | Regular     | Regular    | Regular   |
| Eiza González                | Santanico Pandemonium / Kisa    | Regular     | Regular    | Regular   |
| Madison Davenport            | Katherine "Kate" Fuller / Amaru | Regular     | Regular    | Regular   |
| Brandon Soo Hoo              | Scott Fuller                    | Regular     | Regular    | Regular   |
| Robert Patrick               | Jacob Fuller                    | Regular     |            |           |
| Wilmer Valderrama            | Carlos Madrigal                 | Regular     | Regular    | Regular   |
| Jake Busey                   | Aidan Tanner / Sex Machine      | Recorrente1 | Regular    | Regular   |
| Esai Morales                 | Lord Amancio Malvado            |             | Regular    |           |
| Danny Trejo2                 | O Regulador                     |             | Regular    |           |
| Don Johnson / Jesse Johnson3 | Ranger Earl McGraw              | Regular     | Recorrente |           |

↑1  Jake Busey foi listado nos créditos de abertura do primeiro episódio da primeira temporada em que ele apareceu, e posteriormente foi relegado para elenco recorrente para o restante da temporada.
↑2  Embora parte do elenco principal, Danny Trejo é creditado como "participação especial".
↑3  Ambos os atores desempenharam o mesmo personagem em fases diferentes da série, com idades diferentes. Além disso, apesar de ser parte do elenco principal, Johnson é apenas creditado para os episódios que ele aparece.

### Recorrente
| Ator                | Personagem              | Temporada  | Temporada  | Temporada  |
| Ator                | Personagem              | 1          | 2          | 3          |
| ------------------- | ----------------------- | ---------- | ---------- | ---------- |
| Jamie Tisdale       | Margaret Gonzalez       | Recorrente | Recorrente | Recorrente |
| Manuel Garcia-Rulfo | Narciso Menendez        | Recorrente | Recorrente |            |
| Brandon Smith       | Capitão Chance Holbrook | Recorrente | Recorrente |            |
| Samantha Esteban    | Monica Garza            | Recorrente |            |            |
| Briana Evigan       | Sonja Lam               |            | Recorrente |            |
| Patrick Davis       | Rafa Infante            |            | Recorrente |            |
| Alicia Sanz         | Paloma Gutierrez        |            | Recorrente |            |
| Demi Lovato         | Maia                    |            | Recorrente |            |
| Jeff Fahey          | Tio Eddie Cruickshank   |            | Recorrente |            |
| Emily Rios          | Ximena Vasconcelos      |            | Recorrente | Recorrente |
| Ana de la Reguera   | Lord Venganza Verdugo   |            |            | Recorrente |
| Maurice Compte      | Brasa                   |            |            | Recorrente |
| Marko Zaror         | Zolo                    |            |            | Recorrente |
| Tom Savini          | Burt                    |            |            | Recorrente |
| Nicky Whelan        | Dr. Dakota Block        |            |            | Recorrente |

### Estrelas convidadas
| 1ª Temporada - Lane Garrison como Pete Bottoms - Joanna Going como Jennifer Fuller - Collin Fish como Kyle Winthrop - Edrick Browne como Frost - James Remar como pai Gecko - William Sadler como Big Jim - Adrianne Palicki como Vanessa Styles - Jesse Borrego como Chet, Twister Doorman - Sam Medina como Razor Charlie 2ª Temporada - Brian Cage como criatura cobra - David Maldonado como Baltazar Ambrose - Chris Browning como Nathan Blanchard - Hemky Madera como Lord Celestino Oculto - Jere Burns como Winchester Greely - Gabriel Gutierrez como o Árbitro - Gary Busey como Prospector - Neal Kodinsky como J.D. - Danny Trejo como O Regulador - Demi Lovato como Maia | 3ª Temporada - Natalie Martinez como Amaru - José Zúñiga como Lord Emilio - Lobo Sebastian como Alonzo - Michael Esparaza como assistente Gecko - Joseph Gatt como o guardião do crânio - Shad Gaspard como Olmeca - Gabrielle Walsh como Manola Jimenez - Jimmy Bennett como companheiro de banda Fanglorious - Daniel Zovatto como Tommy - Alina Vega como Fanglorious Bandmate - Robert Knepper como Ranger Gary Willet - Fernanda Andrade como Solaya / Itzpa - Geno Segers como General Tatuaje |

## Produção

### Desenvolvimento
From Dusk till Dawn é a série original primeiro roteiro em Robert Rodriguez El Rey rede. O criador da série e showrunner Rodriguez, que também dirigiu o piloto e outros episódios, afirmou que o filme original é "um dos filmes favoritos que fiz no passado com Quentin Tarantino e que as pessoas ainda nos perguntam sobre hoje". Ele acrescentou: "Havia tanta coisa que eu queria explorar naquele filme que não consegui. E me aprofundei um pouco mais nas mitologias mesoamericanas e nas mitologias asteca e maia e onde uma cultura vampírica poderia ter existido naquela época e achei fascinante coisa."

### Exibição internacional
Na Austrália, a série estreou no SBS 2 em 1º de julho de 2014.
No Reino Unido, a série foi transmitida pela Spike desde 4 de janeiro de 2016, como From Dusk Till Dawn.

## Episódios
| Temporada | Temporada | Episódios | Exibição original     | Exibição original     |
| Temporada | Temporada | Episódios | Estreia da temporada  | Final da temporada    |
| --------- | --------- | --------- | --------------------- | --------------------- |
|           | 1         | 10        | 11 de março de 2014   | 20 de março de 2014   |
|           | 2         | 10        | 25 de agosto de 2015  | 27 de outubro de 2015 |
|           | 3         | 10        | 6 de setembro de 2016 | 1 de novembro de 2016 |

## Recepção

### Resposta da crítica
From Dusk Até Dawn recebeu críticas favoráveis em sua maioria. O site agregador de resenhas Metacritic deu à temporada uma pontuação "geralmente favorável" de 61 em 100, com base em nove críticos. Em outro site agregador de resenhas, o Rotten Tomatoes, ele possui uma classificação de 69% com uma classificação média de 6,2 em 10, com base em treze resenhas. Ele pegou foi # 1 no Entertainment Weekly lista deve s e como um dos mais quentes novas Shows de ficção científica por The Hollywood Reporter.

## Prêmios e indicações
| Ano  | Prêmio                   | Categoria                                      | Indicado            | Resultado |
| ---- | ------------------------ | ---------------------------------------------- | ------------------- | --------- |
| 2015 | Fangoria Chainsaw Awards | Melhor ator coadjuvante na TV                  | Zane Holtz          | Indicado  |
| 2015 | Prêmio Saturno           | Melhor série de televisão de exibição limitada | From Dusk Till Dawn | Indicado  |

## Músicas

### Trilha Sonora
A trilha sonora da 1ª temporada, chamada From Dusk Till Dawn, 1ª Temporada (Música da Série Original), foi lançada em 5 de maio de 2015 pela Chingon Music. O álbum apresenta música da banda Chingon de Robert Rodriguez (faixas 1–6) e do compositor da série Carl Thiel (faixas 7–20).

### 1ª Temporada
| N.º | Título                                                                   | Duração |  |
| 1.  | "After Dark (Spanish Version)" (capa de Tito & Tarantula; tema da série) | 5:54    |  |
| 2.  | "Hey Baby Que Paso"                                                      | 3:08    |  |
| 3.  | "El Rey"                                                                 | 3:13    |  |
| 4.  | "Cascabel"                                                               | 4:47    |  |
| 5.  | "Malaguena Salerosa"                                                     | 4:07    |  |
| 6.  | "Cuka Rocka (Extended)"                                                  | 6:11    |  |
| 7.  | "It's Gonna Be a Long Day"                                               | 2:07    |  |
| 8.  | "The Lost Shepherd"                                                      | 2:52    |  |
| 9.  | "Blood in the Sand"                                                      | 1:31    |  |
| 10. | "Encounter in Room 207"                                                  | 1:56    |  |
| 11. | "Border Station Shootout"                                                | 1:53    |  |
| 12. | "Beyond the Border"                                                      | 1:57    |  |
| 13. | "A Lover's Prelude"                                                      | 1:58    |  |
| 14. | "El Rinche"                                                              | 1:56    |  |
| 15. | "Vampire Battle"                                                         | 2:30    |  |
| 16. | "A New World"                                                            | 1:39    |  |
| 17. | "Labyrinth of the Mind"                                                  | 2:15    |  |
| 18. | "The Trial Begins"                                                       | 2:44    |  |
| 19. | "Cheyenne or Phoenix"                                                    | 1:29    |  |
| 20. | "The Pyramid and the Farewell"                                           | 3:34    |  |